# Sydostasiatiska nationers förbund
Sydostasiatiska nationers förbund (engelska: Association of Southeast Asian Nations, ASEAN) är en geopolitisk och ekonomisk organisation bestående av tio länder belägna i Sydostasien. ASEAN bildades den 8 augusti 1967 av Indonesien, Malaysia, Filippinerna, Singapore och Thailand. Sedan dess har även Brunei, Kambodja, Laos, Myanmar och Vietnam blivit medlemmar. Organisationen är öppen för alla länder i Sydostasien som skriver under på dess mål, principer och syften.
Organisationen har som mål att accelerera den ekonomiska tillväxten, den sociala och kulturella utvecklingen bland dess medlemmar, samt att bevara fred och stabilitet i regionen och att förse medlemsländerna med möjligheter att diskutera mellanhavanden fredligt i enlighet med FN-stadgan. Organisationen har engelska som officiellt språk. Organisation har ett sekretariat i Jakarta och håller årliga utrikesministermöten.

## Historia
ASEAN föregicks av en organisation kallad Association of Southeast Asia, vanligtvis benämnd som ASA, vilken bestod av Filippinerna, Malaysia och Thailand. ASA grundades 1961. ASEAN tog dock över dess roll då den bildades den 8 augusti 1967 då utrikesministrar från fem länder – Indonesien, Malaysia, Filippinerna, Singapore och Thailand – möttes på thailändska utrikesdepartementet i Bangkok och signerade ASEAN-deklarationen, mer känd som Bangkokdeklarationen. De fem utrikesministrarna – Adam Malik från Indonesien, Narciso Ramos från Filippinerna, Abdul Razak från Malaysia, S. Rajaratnam från Singapore, och Thanat Khoman från Thailand – anses vara organisationens grundare.
Anledningen till att ASEAN bildades var en önskan att skapa en stabil yttre miljö så att medlemsländernas styrande elit kunde koncentrera sig på skapa en nationell identitet. Den gemensamma rädslan för kommunismen, minskad tillit och tilltro till externa makter under 1960-talet, såväl som en strävan efter nationell ekonomisk utveckling; och inte heller att förglömma Indonesiens ambitioner om att utvecklas till att bli en regional stormakt genom regionalt samarbete kontra Malaysia och Singapores hopp om att begränsa Indonesien genom att innesluta dem i ett fördjupat samarbete. Till skillnad från Europeiska unionen (EU) designades ASEAN för att tjäna nationalism.
År 1976 fick den melanesiska staten Papua Nya Guinea observatörsstatus. Hela tiden under 1970-talet satsade organisationen på ett program av ekonomiskt samarbete, vilket följdes av toppmötet i Bali 1976. Detta krånglade till det i mitten av 1980-talet och återupprättades först med det thailändska förslaget om regionala frihandelsområden. Blocket växte när Brunei Darussalam blev den sjätte medlemmen efter att de gått med den 8 januari 1984, knappt en vecka efter att landet blev självständigt den 1 januari.
Den 28 juli 1995 blev Vietnam ASEAN:s sjunde medlem. Laos och Burma gick med två år senare den 23 juli 1997. Kambodja skulle ha gått med samtidigt som Laos och Burma men förhindrades på grund av landets interna politiska kamp. Landet gick slutligen med den 30 april 1999, efter att dess styre stabiliserats. Under 1990-talet ökade blocket både gällande antal medlemmar såväl som fördjupade samarbeten och integration. År 1990 föreslog Malaysia skapandet av East Asia Economic Caucus, vilket bestod av de tio medlemmarna i ASEAN såväl som Kina, Japan och Sydkorea, med syfte att väga upp det ökade influenserna från USA i APEC, såväl som i den asiatiska regionen i helhet. Detta förslag föll dock eftersom det mötte stark opposition från Japan och USA.

## Medlemsstater

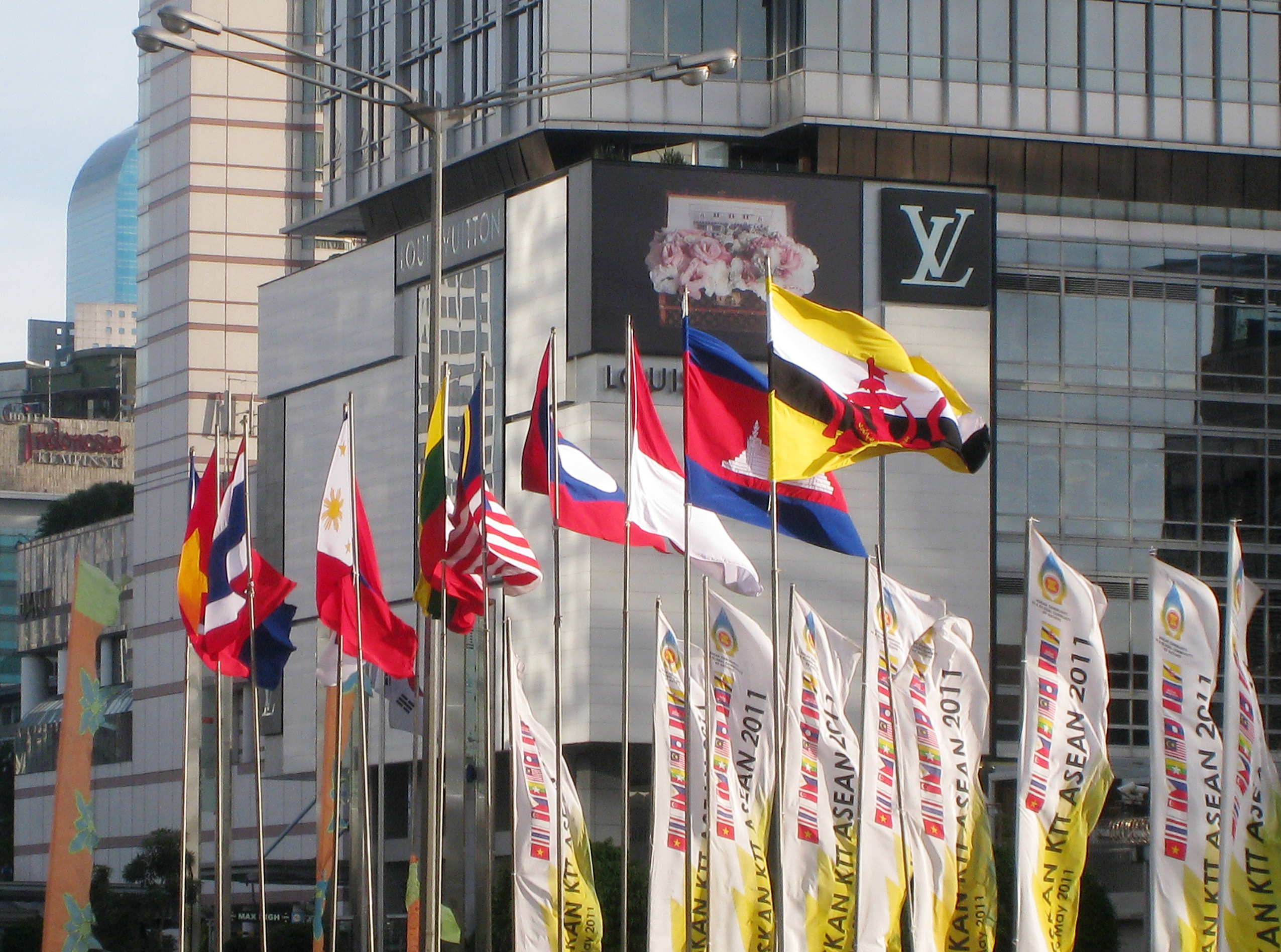
Medlemsstaternas flaggor

- Brunei
- Burma
- Filippinerna
- Indonesien
- Kambodja
- Laos
- Malaysia
- Singapore
- Thailand
- Vietnam
- Östtimor (kandidatland)